# Ancilita-(La)
L'ancilita-(La) és un mineral de la classe dels carbonats, que pertany al grup de l'ancilita. Rep el seu nom del grec αγκυλός ("ankylos") corb, en al·lusió a la forma dels seus cristalls, generalment arrodonits i distorsionats a la localitat tipus, més el sufix "-(La)" perquè el lantani és la terra rara dominant en la seva composició.

## Característiques
L'ancilita-(La) és un carbonat de fórmula química LaSr(CO₃)₂(OH)(H₂O). És l'anàleg amb lantani de l'ancilita-(Ce). Va ser aprovada com a espècie vàlida per l'Associació Mineralògica Internacional l'any 1995. Cristal·litza en el sistema ortoròmbic. La seva duresa a l'escala de Mohs es troba entre 4 i 4,5.
Segons la classificació de Nickel-Strunz, l'ancilita-(La) pertany a «05.DC - Carbonats amb anions addicionals, amb H₂O, amb cations grans» juntament amb els següents minerals: ancilita-(Ce), calcioancilita-(Ce), calcioancilita-(Nd), gysinita-(Nd), kozoïta-(Nd), kozoïta-(La), kamphaugita-(Y), sheldrickita, thomasclarkita-(Y), peterbaylissita, clearcreekita i niveolanita.

## Formació i jaciments
És un mineral rar que es troba en sienites en massissos alcalins diferenciats. Sol trobar-se associada a altres minerals com: nenadkevichita, loparita-(Ce), fluorapatita, eudialita, donnayita-(Y), catapleiïta, calcita, belovita-(Ce), astrofil·lita, apofil·lita i aegirina. Va ser descoberta al pic Marchenko del mont Kukisvumchorr, al massís de Khibini, a la península de Kola (óblast de Múrmansk, Rússia).